# ولنتاین نظامی من
ولنتاین نظامی من (انگلیسی: My Military Valentine; کره‌ای: 피타는 연애) یک مجموعه تلویزیونی محصول کره جنوبی در سال ۲۰۲۴ با بازی نام گیو ری، کیم مین سوک و سونگ جه ریم است. این مجموعه از ۶ ژوئن تا ۱۲ ژوئیه ۲۰۲۴، پنجشنبه‌ها در ویکی منتشر شد.

## خلاصه داستان
این مجموعه عشق میان یک ستاره جهانی کره جنوبی که به دلیل توطئه‌ای به ارتش پیوسته است و یک سرباز زن اهل کره شمالی را روایت می‌کند.

## بازیگران

### اصلی
- نام گیو ری در نقش بک یونگ اوک[۴]
- کیم مین سوک در نقش لوید[۱]
- سونگ جه ریم در نقش سونگ جه هون[۲]

### مکمل
- هونگ سو هی در نقش یون جی نی[۷]
- جون سونگ هون در نقش جانگ چول گیو[۸]
- چوی هه جین در نقش سو هی جی[۹]
- هان سونگ بین در نقش سونگ مین[۱۰]
- کیم نا یون در نقش هان سونگ یی[۱۱]
- لی جونگ هیون در نقش گه نام شیک[۱۲]
- کیم جونگ یونگ در نقش جونگ گوم سوک[۱۳]
- جونگ جین وو در نقش دونگ پیل[۱۴]
- نو سانگ هیون در نقش جان کیم[۱۵]
- پارک هیون سوک در نقش وون ته سوک[۱۶]
- لی شین کی[۱۷]